# (27392) Valerieding
(27392) Valerieding ist ein Asteroid, der sich zwischen Mars und Jupiter auf einer Umlaufbahn befindet. Die absolute Helligkeit beträgt 15,1 mag. Am 9. März 2000 wurde der Asteroid im Rahmen des LINEAR-Projekts entdeckt.